# Semiothisa variolinea
Semiothisa variolinea là một loài bướm đêm trong họ Geometridae.